# Canyon (Texas)
Canyon is een plaats (city) in de Amerikaanse staat Texas, en valt bestuurlijk gezien onder Randall County.

## Demografie
Bij de volkstelling in 2000 werd het aantal inwoners vastgesteld op 12.875.
In 2006 is het aantal inwoners door het United States Census Bureau geschat op 13.572, een stijging van 697 (5,4%).

## Geografie
Volgens het United States Census Bureau beslaat de plaats een oppervlakte van
12,8 km², geheel bestaande uit land. Canyon ligt op ongeveer 1080 m boven zeeniveau.

## Plaatsen in de nabije omgeving
De onderstaande figuur toont nabijgelegen plaatsen in een straal van 28 km rond Canyon.